# 阿特科 (喬治亞州)
阿特科（英語：Atco）是位於美國喬治亞州巴托縣的一個非建制地區。該地的面積和人口皆未知。

## 地理
阿特科的座標為34°10′50″N 84°49′12″W / 34.18056°N 84.82000°W，而該地的平均海拔高度為222米（即728英尺）。